# قانون دفاع دریایی ۱۸۸۹ بریتانیا

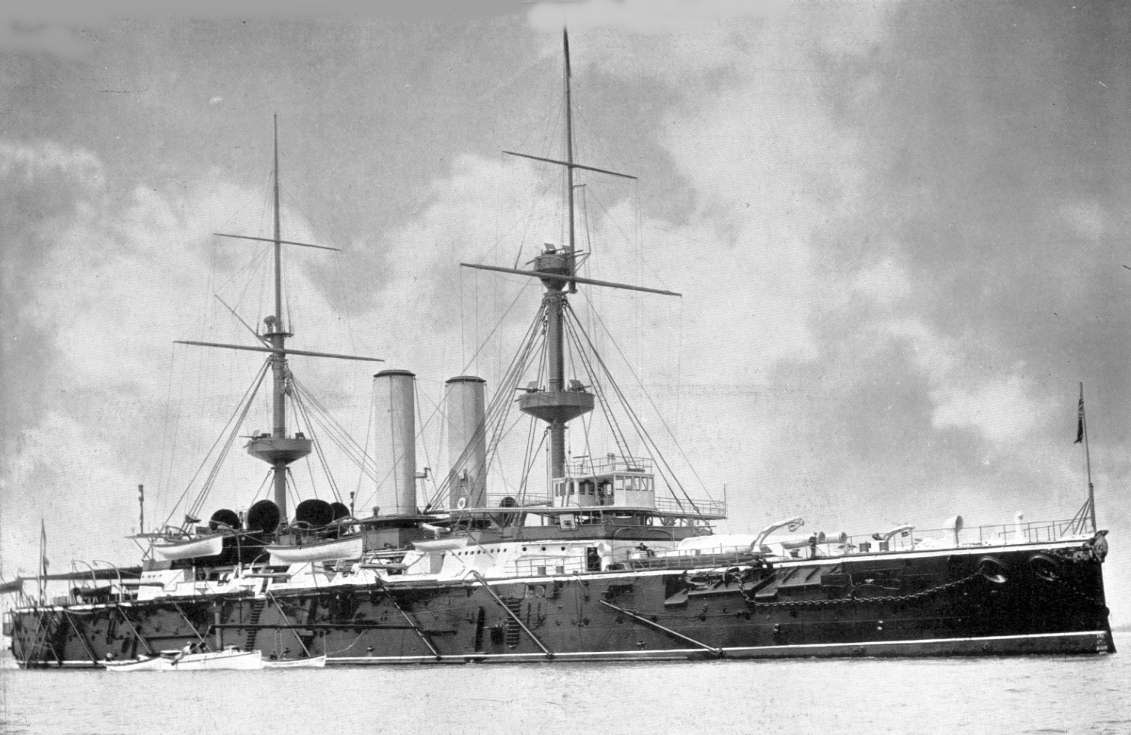
کشتی جنگی متعلق به ناوگان سلطنتی بریتانیا

قانون دفاع دریایی ۱۸۸۹ (به انگلیسی: Naval Defence Act 1889) مصوبه‌ای در مجلس بریتانیا بود که رسما استاندارد دو قدرت را اقتباس کرد و موجب افزایش توان نیروی دریایی بریتانیا شد. بر اساس این قانون نیروی دریایی این کشور می‌بایست توانی معادل مجموع توان دریایی دو قدرت جهانی بعدی که در آن زمان امپراتوری روسیه و فرانسه بودند، حفظ می‌کرد. بر این اساس بیست میلیون پوند برای ساخت ده‌ها شناور جنگی جدید از جمله ده نبردناو در عرض چهار ساله آینده تامین شد. استاندارد دو قدرت تا خلع سلاح دوره میان‌دوجنگ برقرار باقی ماند.